# Franz Griesbach
Franz Griesbach (Brück, 21 de dezembro de 1892 — Lage, 24 de setembro de 1984) foi um oficial alemão que serviu no Deutsches Heer durante a Segunda Guerra Mundial. Foi condecorado com a Cruz de Cavaleiro da Cruz de Ferro com Folhas de Carvalho.

## Condecorações
| Nome                                                                      | Data                   |
| ------------------------------------------------------------------------- | ---------------------- |
| Cruz de Ferro (1914) 2ª Classe                                            | 22 de dezembro de 1914 |
| Cruz de Ferro (1914) 1ª Classe                                            | 23 de agosto de 1917   |
| Cruz de Honra da Guerra Mundial 1914/1918                                 |                        |
| Cruz de Ferro (1939) 2ª Classe                                            | 22 de outubro de 1941  |
| Cruz de Ferro (1939) 1ª Classe                                            | 22 de novembro de 1941 |
| Distintivo da infantaria de assalto em prata                              |                        |
| Medalha da Frente Oriental                                                |                        |
| Escudo da Crimeia                                                         |                        |
| Distintivo de feridos (1939) em Preto                                     |                        |
| Distintivo de feridos (1939) em Prata                                     |                        |
| Distintivo de feridos (1939) em Ouro                                      |                        |
| Cruz de Cavaleiro da Cruz de Ferro                                        | 14 de março de 1942    |
| Cruz de Cavaleiro da Cruz de Ferro com Folhas de Carvalho nº 242          | 17 de maio de 1943     |
| Cruz de Cavaleiro da Cruz de Ferro com Folhas de Carvalho e Espadas nº 53 | 6 de março de 1944     |
| Condecoração por longo tempo de serviço na Wehrmacht 4ª Classe            |                        |
| Cruz de Mérito de Guerra 2ª Classe com Espadas                            |                        |